# Kāma

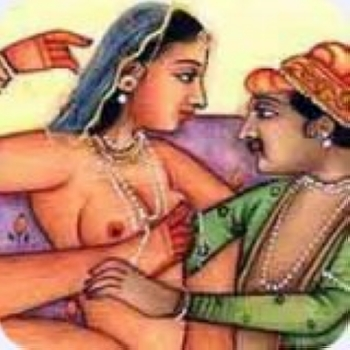
Kama-sutra.

Kāma (en sánscrito y pali; en lengua devanagarí: काम) hace referencia a la plenitud sexual, al placer de los sentidos y a la gratificación sensual, amor y disfrute estético de la vida.

## En el hinduismo
En hinduismo, kāma se ve como uno de los cuatro purushartha (metas de la humanidad ["hombre" usado como sustantivo genérico]).
Es el peldaño más bajo en la ascensión de las almas en la vida hindú, por debajo del mundo terrenal, ya que incluso los animales buscan placeres físicos.

### Purusha arthas
Según esta tradición la vida del hombre (purusha) tiene cuatro propósitos (artha) que se buscan en cada acción que se realiza:
1. Dharma: significa ‘acción correcta’; otro de los fines de la vida es obrar bien, y esto es respetar las leyes de la naturaleza. Su principal libro son los Dharma shastra (como las Leyes de Manu y trata sobre los deberes del individuo, que varían según la edad, el sexo y la casta.
2. Artha: que significa ‘obtención de bienes (materiales)’, por lo tanto uno de los fines de la vida es tener riquezas. Su principal libro es el Artha shastra, que trata de la sociedad y su organización tanto política como económica.
3. Kāma: significa ‘placeres’ y sexo, por lo tanto quiere decir que uno de los fines en la vida es complacer los deseos, tener amor y practicar el sexo. Su principal libro es el Kamasutra (‘aforismos del amor’) que es un tratado sobre las relaciones humanas y las relaciones sexuales.
4. Moksha: significa ‘liberación’ (del dolor, de la ignorancia). Es el objetivo supremo e incluye a los otros tres, por eso la filosofía india trata principalmente del Moksha.

Ver Vedismo

## En el budismo
En el Canon Pali budista, Gautama Buda renuncia (en lengua pali: nekkhamma) a la sensualidad (kāma), en línea con su despertar (bodhi).
Por lo general, especialmente en la escuela theravada de budismo, el despertar es precedido por una introspección (vipassana), reforzada por la concentración (samadhi), desarrollada a través del cultivo de la meditación en el estado de dhyana (meditación) que incluye el rechazo a la sensualidad (vivicc'eva kamehi).
Además, el padre o madre de familia budista practicante (ver áshram) recita diariamente los Cinco preceptos, el tercero de los cuales es el compromiso de no llevar una conducta sexual inadecuada (kamesu micchacara).